# Annett Gamm
Annett Gamm (Dresda, 28 maggio 1977) è una tuffatrice tedesca.

## Carriera
Nel 2004 partecipa alle Olimpiadi di Atene del 2004 classificandosi quattordicesima nei tuffi dalla piattaforma 10 metri e sesta nella prova sincronizzata.
Nel 2005 ai campionati mondiali di nuoto disputati a Montréal ha chiuso al quarto posto nel sincro.
Ha vinto la sua prima medaglia, di bronzo, nel 2007 con un'ottima prestazione ai campionati mondiali disputati a Melbourne.
Nel 2008 si qualifica per le Olimpiadi di Pechino.
Nella competizione a cinque cerchi sfiora la medaglia olimpica conquistando il quarto posto dalla piattaforma 10 metri nei tuffi sincronizzati. Chiude con la compagna di squadra Nora Subschinski alle spalle delle coppie cinese, australiana e messicana.
Nel singolo sempre dalla piattaforma 10 metri chiude invece all'ultimo posto.

## Palmarès
- Mondiali di nuoto

Melbourne 2007: bronzo nel sincro 10 m.
- Europei di nuoto

Berlino 2002: oro nel sincro 10 m.
Madrid 2004: oro nel sincro 10 m.
Budapest 2006: oro nel sincro 10 m.
Eindhoven 2008: oro nel sincro 10 m.